# Nerita neritopsoides
Nerita neritopsoides is een slakkensoort uit de familie van de Neritidae. De wetenschappelijke naam van de soort is voor het eerst geldig gepubliceerd in 1855 door Reeve.